# Внутренняя сортировка
Внутренняя сортировка (англ. internal sort) — разновидность алгоритмов сортировки или их реализаций, при которой объема оперативной памяти достаточно для помещения в неё сортируемого массива данных с произвольным доступом к любой ячейке и, собственно, для выполнения алгоритма. В этом случае сортировка происходит максимально быстро, так как скорость доступа к оперативной памяти значительно выше, чем к периферийным устройствам (соответственно, время доступа значительно меньше). В зависимости от конкретного алгоритма и его реализации данные могут сортироваться в той же области памяти, либо использовать дополнительную оперативную память. Внутренняя сортировка является базовой для любого алгоритма внешней сортировки — отдельные части массива данных сортируются в оперативной памяти и с помощью специального алгоритма сцепляются в один массив, упорядоченный по ключу.
В современных архитектурах компьютеров и системных архитектурах широко применяется подкачка и кэширование памяти. Поэтому в большинстве случаев имеется возможность использовать внутреннюю сортировку даже для задач, в которых объём данных несколько превышает выделяемую процессу оперативную память. Однако, в последнем случае алгоритм сортировки должен хорошо сочетаться с применяемыми операционной системой алгоритмами кэширования и подкачки. В противном случае необходимо использовать подходящий алгоритм внешней сортировки.